# Forteresse Kirk-Kiz
La forteresse Kirk-Kiz (en ouzbek : Qirq-Qiz ; en russe : Кырк-кыз), parfois écrit Kyrk-Kyz, Qyrq-Qyz ou Qirq-Qiz selon les sources, est un fort datant du IXe siècle situé près de Termez, en Ouzbékistan.
Ce monument historique est généralement qualifié de forteresse, de fort voire de citadelle, mais les chercheurs ont émis plusieurs hypothèses sur son utilisation et son histoire. L'origine de son nom, signifiant « Quarante filles », est également incertaine, plusieurs légendes étant évoquées à ce sujet.

## Légendes liées à son nom
Il n'existe pas d'explication certaine à propos du nom de cette forteresse, qui signifie « Quarante filles ». Certaines sources traduisent d'ailleurs le nom par « Quarante vierges ». Plusieurs légendes sont évoquées à ce propos.
Une des histoires parle de quarante guerrières mongoles, parfois désignées comme les filles d'un seigneur local. Certains récits indiquent qu'elles maniaient le sabre et qu'elles étaient emmenées par une belle amazone nommée Gavhar ou Gulaim selon les versions. Ce groupe de guerrières aurait défendu la forteresse durant quarante jours et quarante nuits, peut-être contre des raids de tribus nomades. À la fin de la bataille, Gavhar, gravement blessée, aurait défié le chef ennemi en tête-à-tête, ce dernier étant alors tellement impressionné par la beauté et la bravoure de la combattante qu'il lui aurait demandé pardon avant d'ordonner à son armée de faire demi-tour.
Une autre version raconte qu'un padishah, alors à la tête de Termez, avait quarante filles. L'arrivée d'un sage soufi sema la panique chez les mollahs que ce noble consultait, car le sage avait une meilleure connaissance qu'eux des enseignements du prophète Mahomet. Les mollahs répandirent alors des rumeurs diffamatoires sur le sage, que le padishah finit par condamner à mort par le feu. Les cendres du sage auraient alors été versées dans l'Amou-Daria au moment où les quarante filles se baignaient, puis celles-ci s'avérèrent toutes enceintes, ce qui déclencha la colère de leur père, qui ordonna de les enfermer dans le fort, où elles donnèrent naissance à quarante garçons.
Une autre légende affirme que le nom fait référence aux quarante mères à l'origine des Kirghizes.
Il existe également une légende expliquant que quarante servantes nubiles y gardaient l'âme de l'Asie centrale.

## Histoire et description

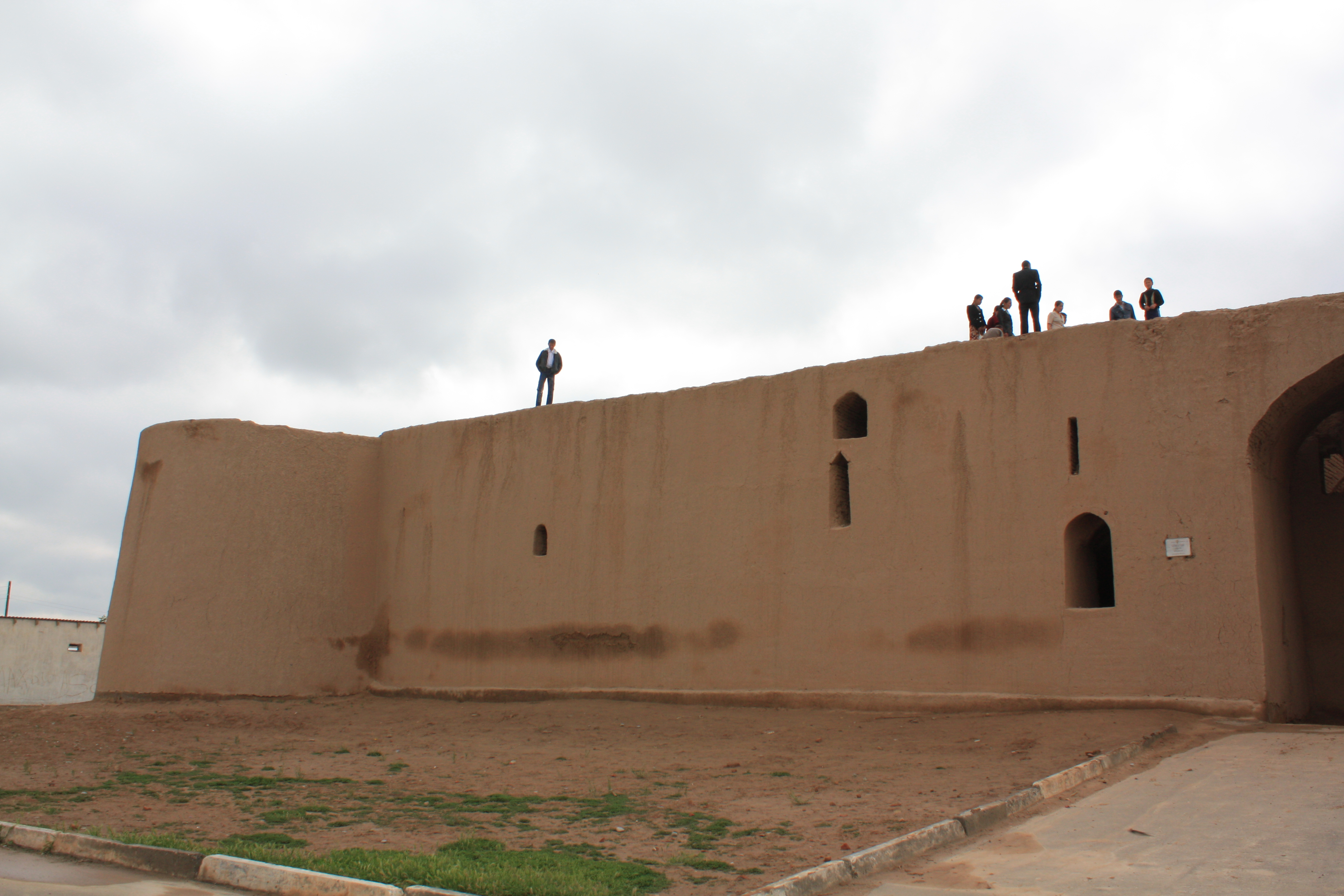
Vue de l'extérieur.

La forteresse Kirk-Kiz est située vers le village de Namouna, dans le district de Termez, à 3 kilomètres de la ville principale.
La construction de la forteresse Kirk-Kiz a débuté au IXe siècle. Il a sans doute servi de résidence de campagne aux dirigeants mongols de la dynastie des Samanides aux IXe et Xe siècles, ou simplement de résidence d'été de l'émir. En étant à l'écart de Termez, elle permettait sûrement aux dignitaires d'échapper à la population dense et à l'air suffocant de la ville en bénéficiant des jardins et des aryks situés autour. D'autres hypothèses ont été avancées par les chercheurs au sujet de son utilisation, par exemple une khanqah, un caravansérail,, voire une simple construction civile. Le nombre d'ouvertures et la faiblesse des éléments de fortification suggèrent que son objectif principal n'était pas défensif.
Il s'agit sûrement d'un kouckh, c'est-à-dire un fort caractéristique de la période féodale sogdienne ou post-sogdienne. Son style architectural combine des influences préislamiques et islamiques. Elle est construite en terre battue et en briques sèches, le tout étant enduit d'argile jaunâtre. Les formes se sont arrondies avec le temps et l'érosion. L'enceinte est une muraille carrée de 55 mètres de côté (ou 54 mètres selon les sources,), avec quatre entrées, dont une entrée principale située au nord. Des fenêtres y sont percées et des tours en renforcent les coins.
L'intérieur est constitué de cinquante pièces, reliés par un ensemble de couloirs sinueux et en partie voûtés. L'ensemble est divisé en quatre parts de taille égale par des allées qui se croisent au centre. Le tout était initialement organisé sur deux étages autour d'une cour centrale, l'étage et les toits n'ayant pas été conservés. La cour, également carrée, mesure 11,5 mètres de côté,. Les avis des chercheurs divergent sur l'existence passée d'un dôme au-dessus de cette cour.
Parmi les pièces, figurent des chambres à coucher et une mosquée à six coupoles. Les deux quarts situés au nord montrent des plans identiques au sol, avec cinq pièces débouchant sur un couloir. La partie au sud-ouest propose quasiment la même disposition, avec une pièce plus grande, comprenant trois piliers, servant probablement de mikhmankhana, c'est-à-dire de salon.
Outre les voûtes et arches, la décoration intérieure est assez pauvre. Des traces de peinture sont encore visibles sur les voûtes. L'identité des architectes du lieu est inconnue.

Vues de l'intérieur
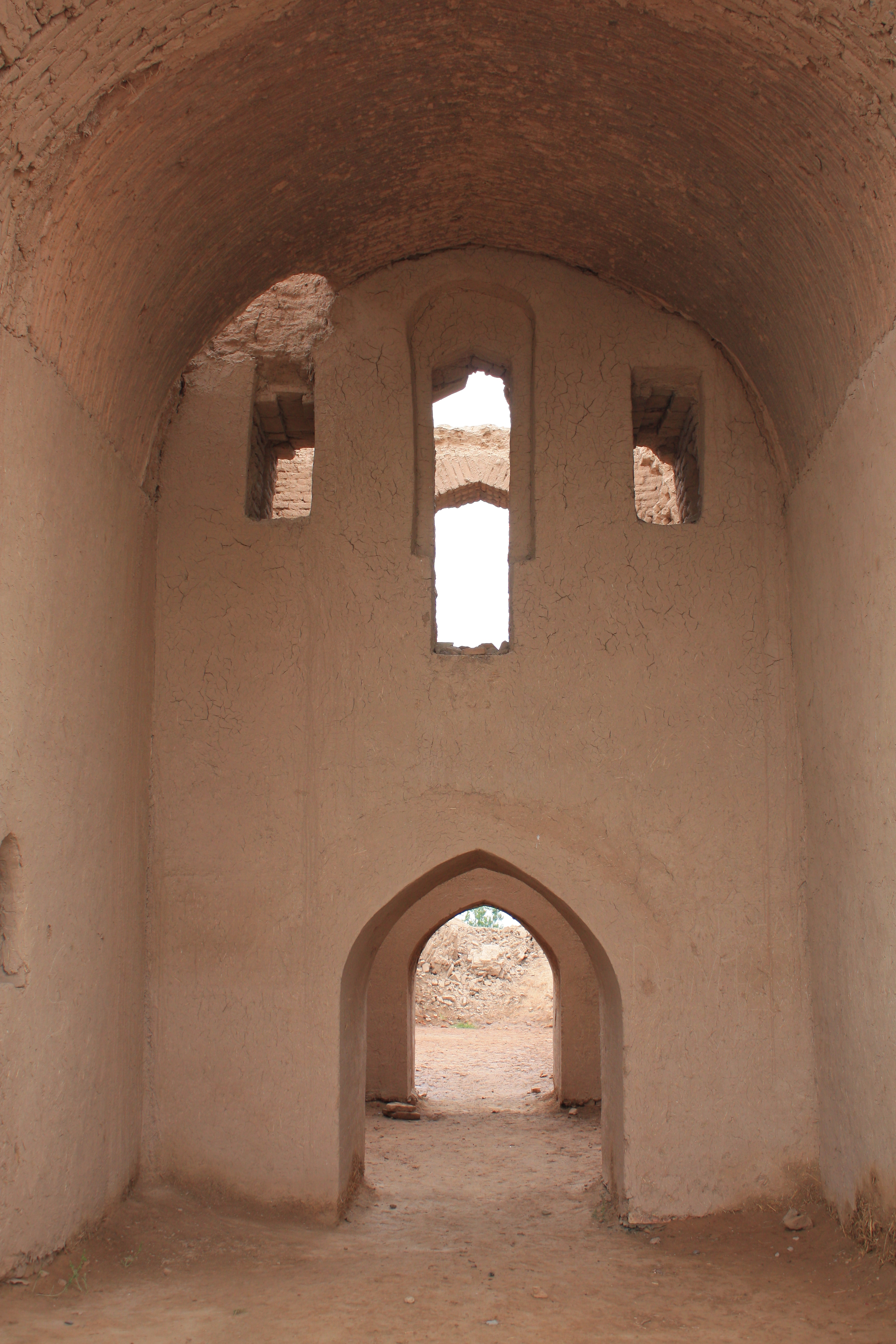
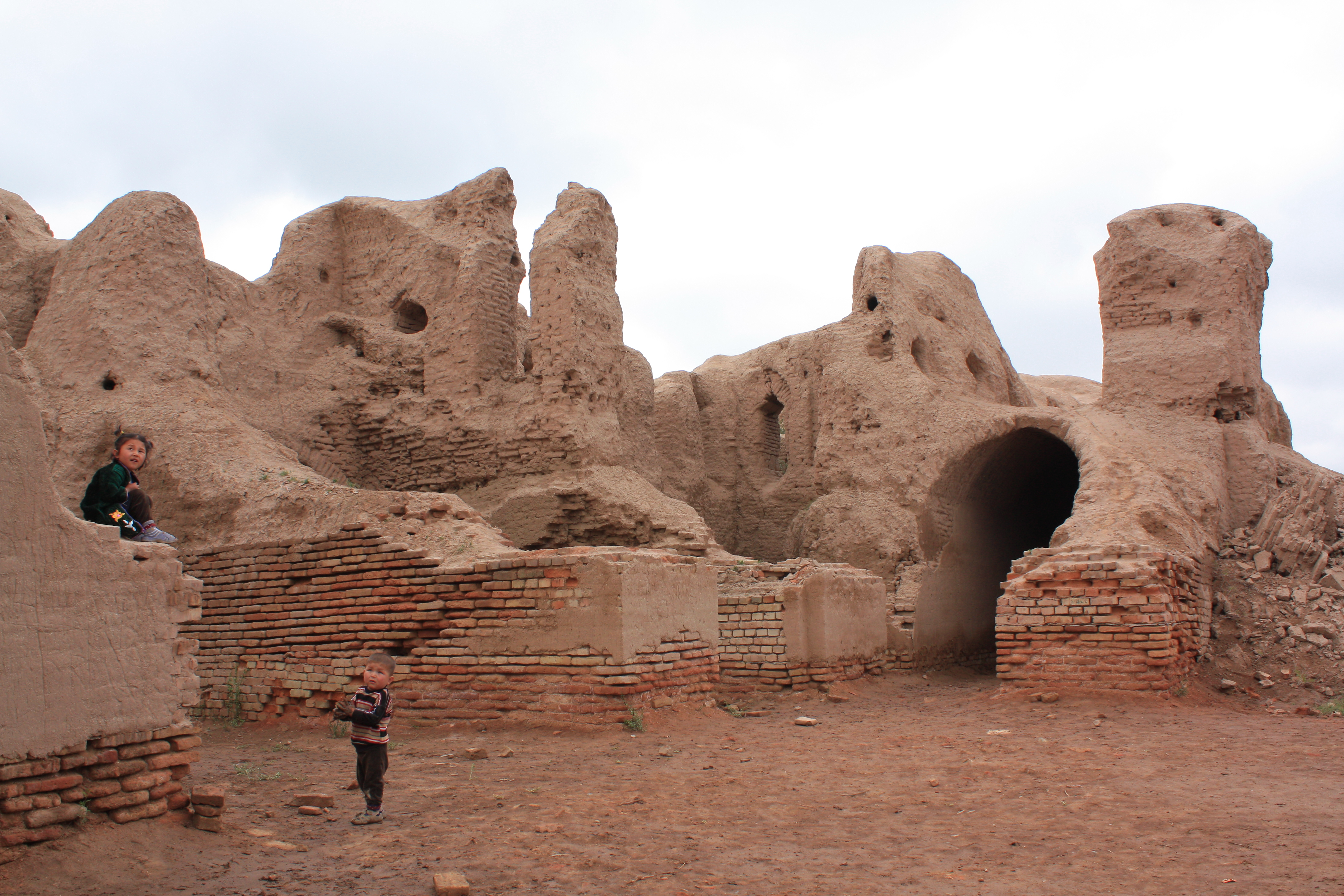
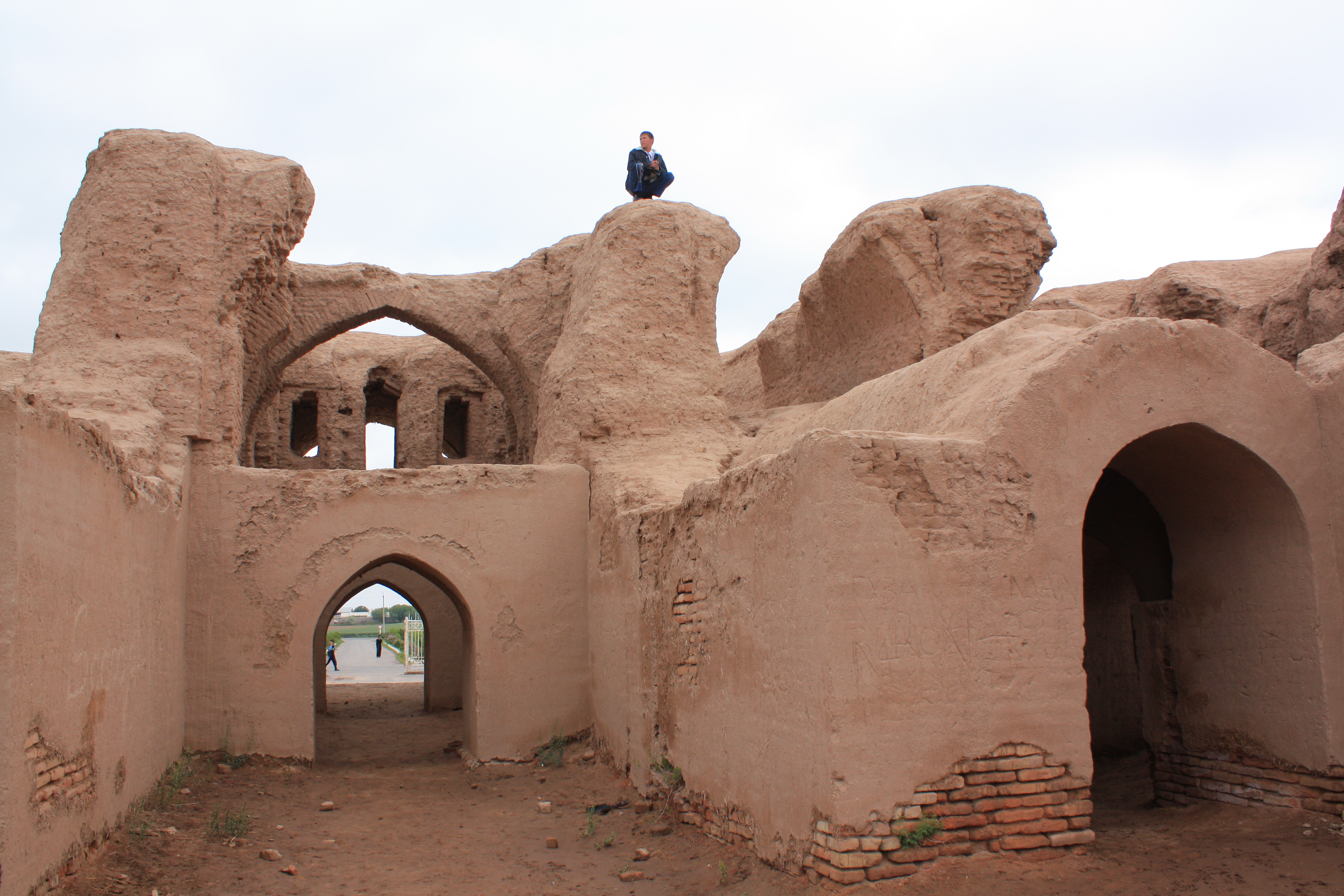
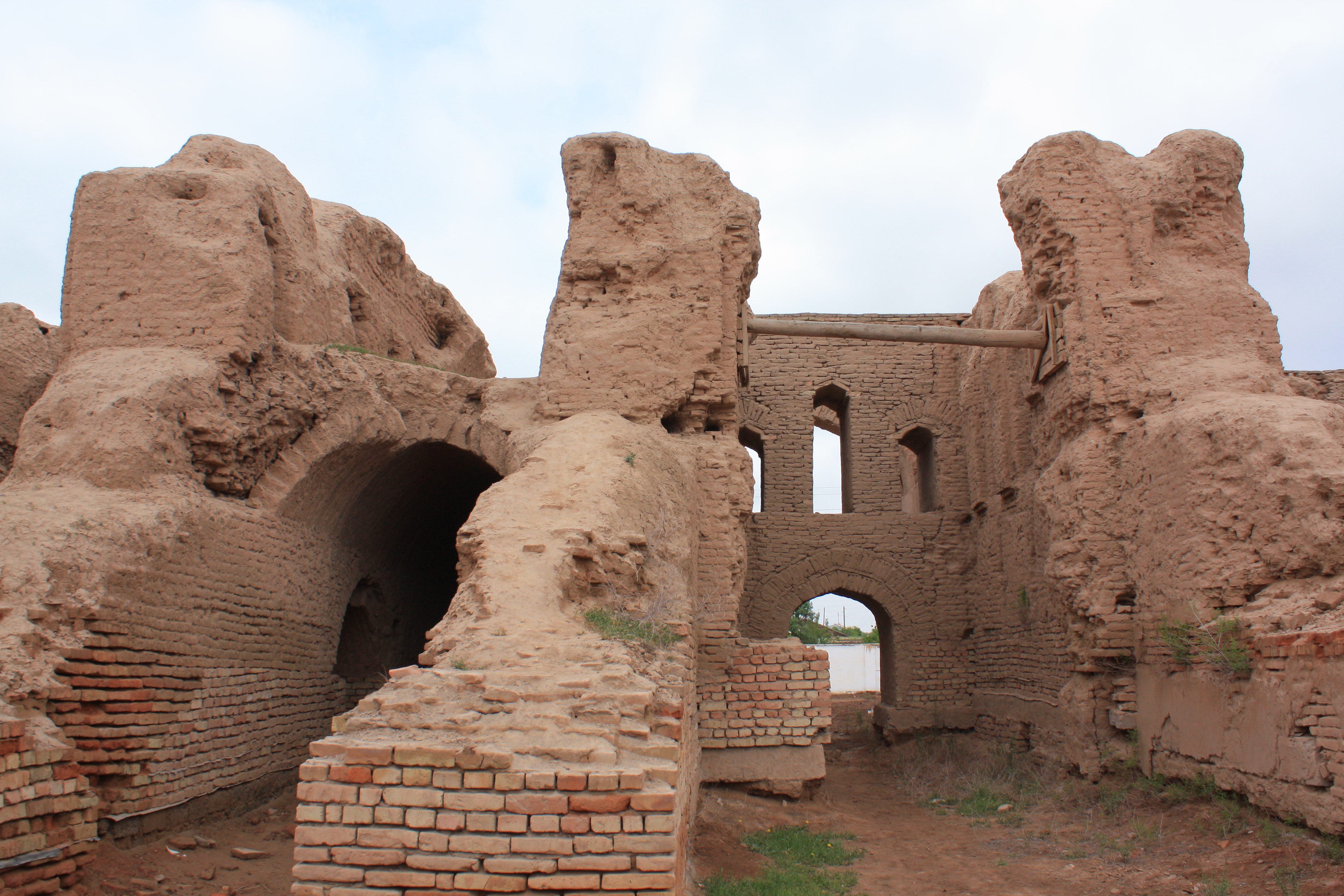
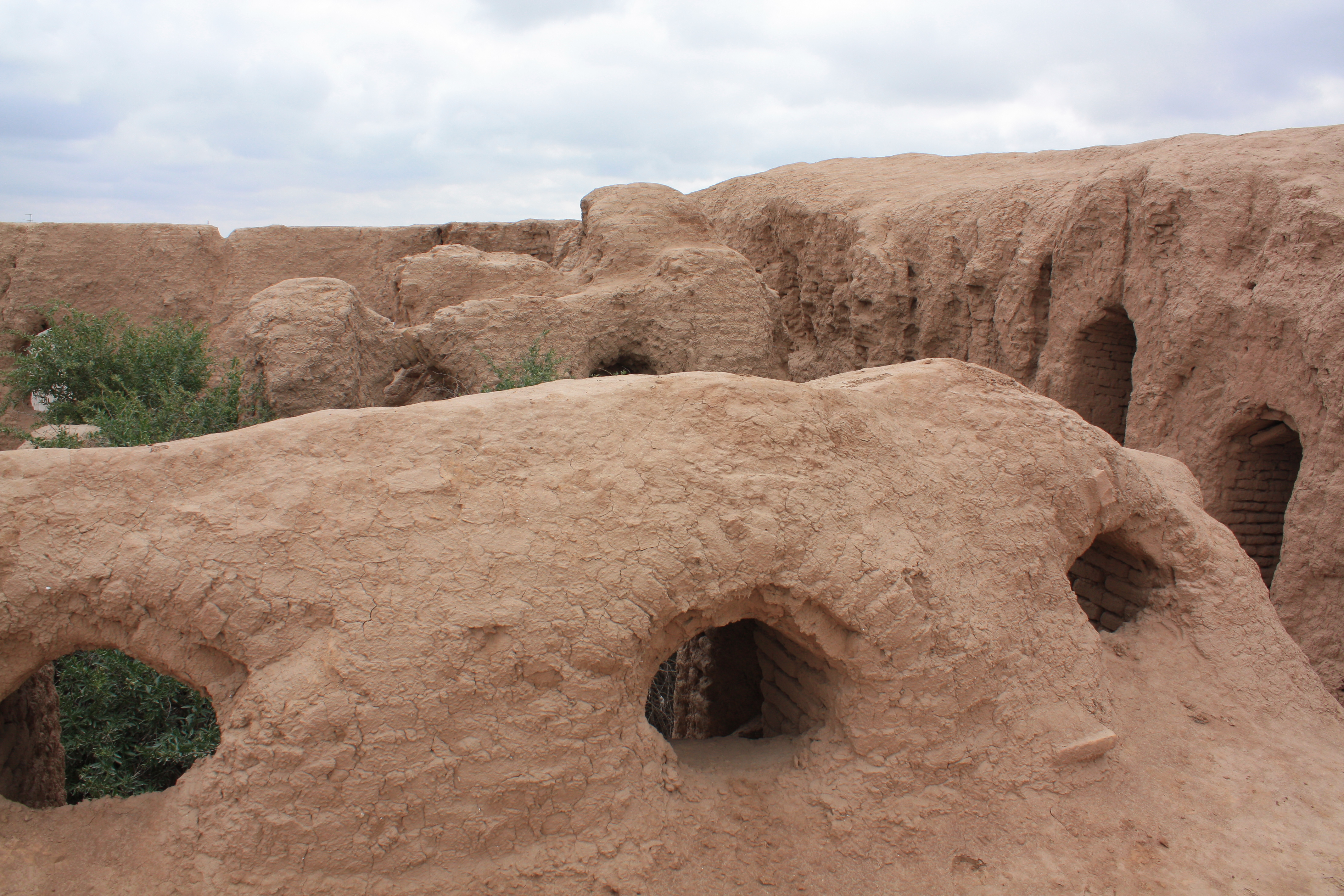
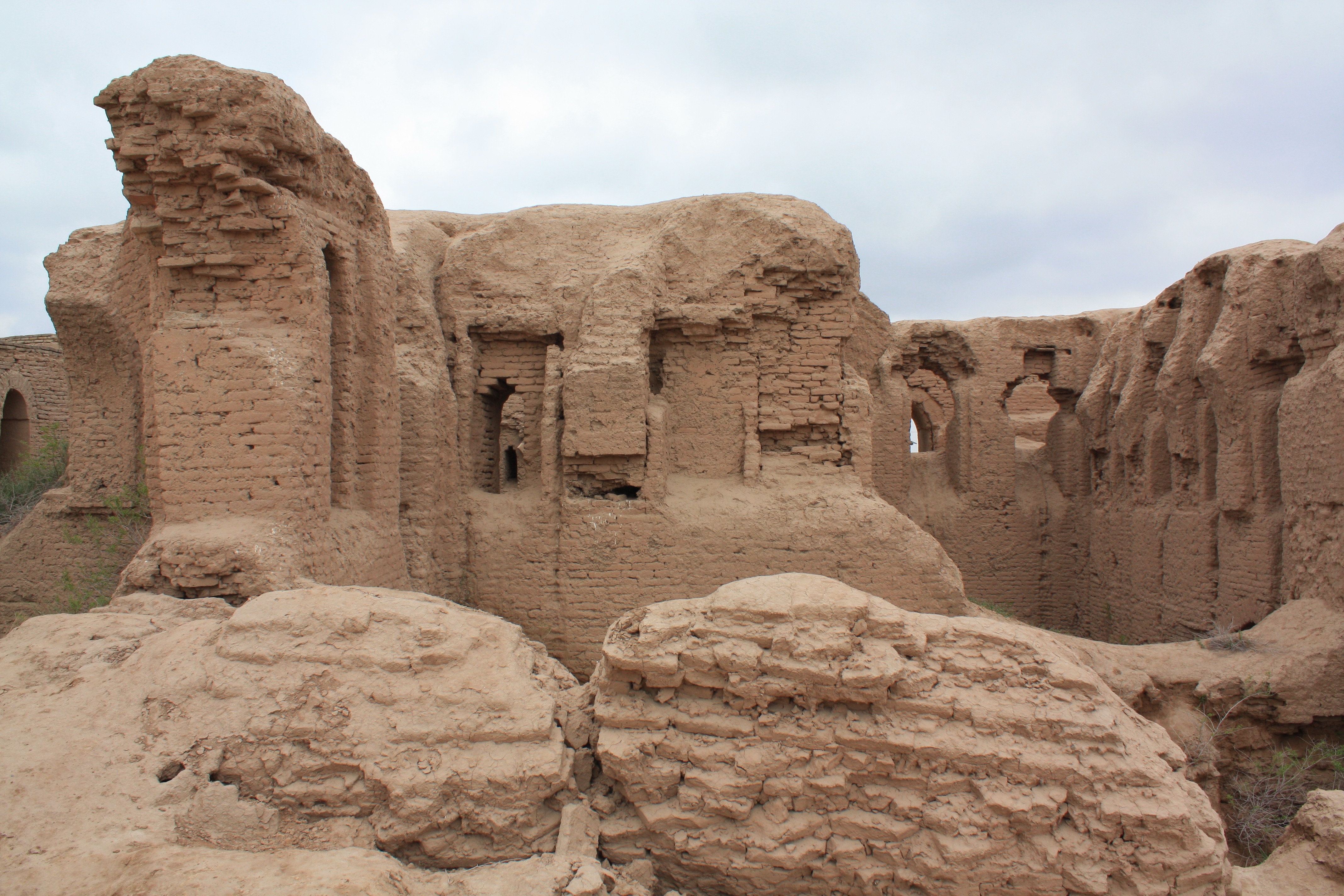
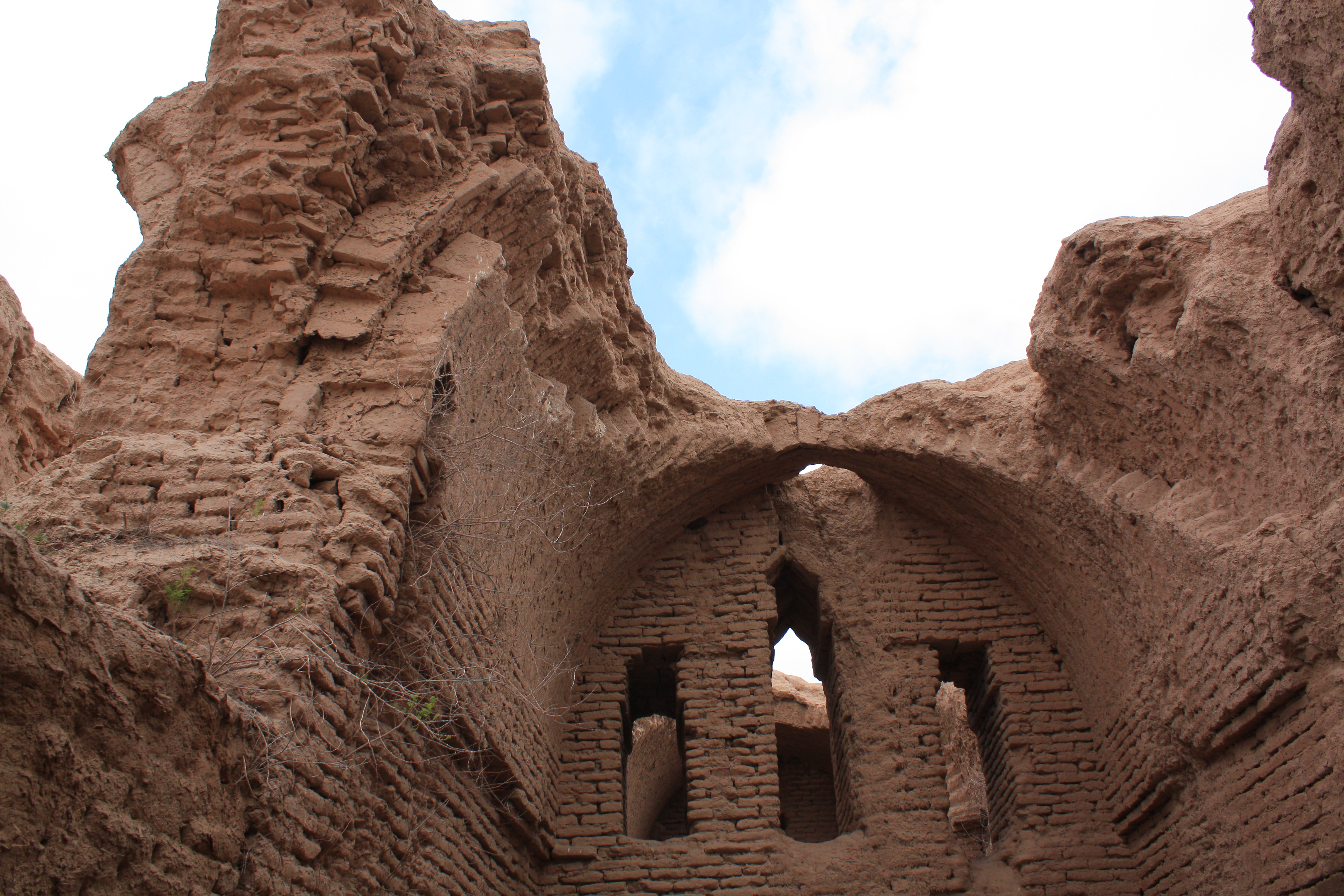